# Comuna Donske, Simferopol
Donske (în ucraineană Донське) este o comună în raionul Simferopol, Republica Autonomă Crimeea, Ucraina, formată din satele Dmîtrove, Donske (reședința), Klenivka, Nîjnokurhanne, Spokiine și Verhnokurhanne.

## Demografie
Componența lingvistică a comunei Donske
     Rusă (74,5%)
     Ucraineană (15,95%)
     Tătară crimeeană (6,97%)
     Alte limbi (0,46%)
Conform recensământului din 2001, majoritatea populației comunei Donske era vorbitoare de rusă (74,5%), existând în minoritate și vorbitori de ucraineană (15,95%) și tătară crimeeană (6,97%).